# Saint-Siffret
Saint-Siffret este o comună în departamentul Gard din sudul Franței. În 2009 avea o populație de 1.011 de locuitori.

## Evoluția populației
| An        | 1975 | 1982 | 1990 | 1999 | 2006 | 2009  |
| --------- | ---- | ---- | ---- | ---- | ---- | ----- |
| Populație | 356  | 489  | 657  | 792  | 922  | 1.011 |